# Corte
Corte (corsă: Corti) este un oraș în Franța, sub-prefectură a departamentului Haute-Corse în regiunea Corsica.